# 金亨權
金 亨權（キム・ヒョングォン、1905年〈光武9年〉11月4日 - 1936年〈昭和11年/主体25年〉1月12日）は、朝鮮平安南道の小作農民金輔鉉の三男。金亨稷の末弟。朝鮮民主主義人民共和国（北朝鮮）国家主席金日成の叔父で、国防委員長金正日の大叔父、金正恩の曽祖叔父。

## 生涯
朝鮮の平安南道大同郡で、小作農民金輔鉉の三男として生まれる。末弟であったため金日成との年齢差はわずか7歳であり、叔父というより兄のような存在であった。日本統治時代には抗日独立運動をした。
1927年、金日成と共に白山青年同盟に参加した。
1930年、中国吉林省で、金日成が組織したとされる朝鮮革命軍に入隊し、抗日武装活動（馬賊）を活動している途中に日本の警察に逮捕され懲役刑を言い渡され、1936年1月12日、京城府の京城刑務所で服役中に獄死した。獄死した遺体を引き取るように実家に連絡が来たが、家族の者は金が無かった為に誰も引き取りに行かなかったため、刑務所内の共同墓地に埋葬された。

## 北朝鮮から見た評価
北朝鮮では、「不屈の革命闘士」として高く評価されており、平壌の大城山革命烈士陵に、新たに墓が造成され、銅像が建てられている。また、1977年製作の北朝鮮映画『누리에 붙는 불』は、金亨權の独立運動がテーマになっている。

## 金亨權の名に因んだもの

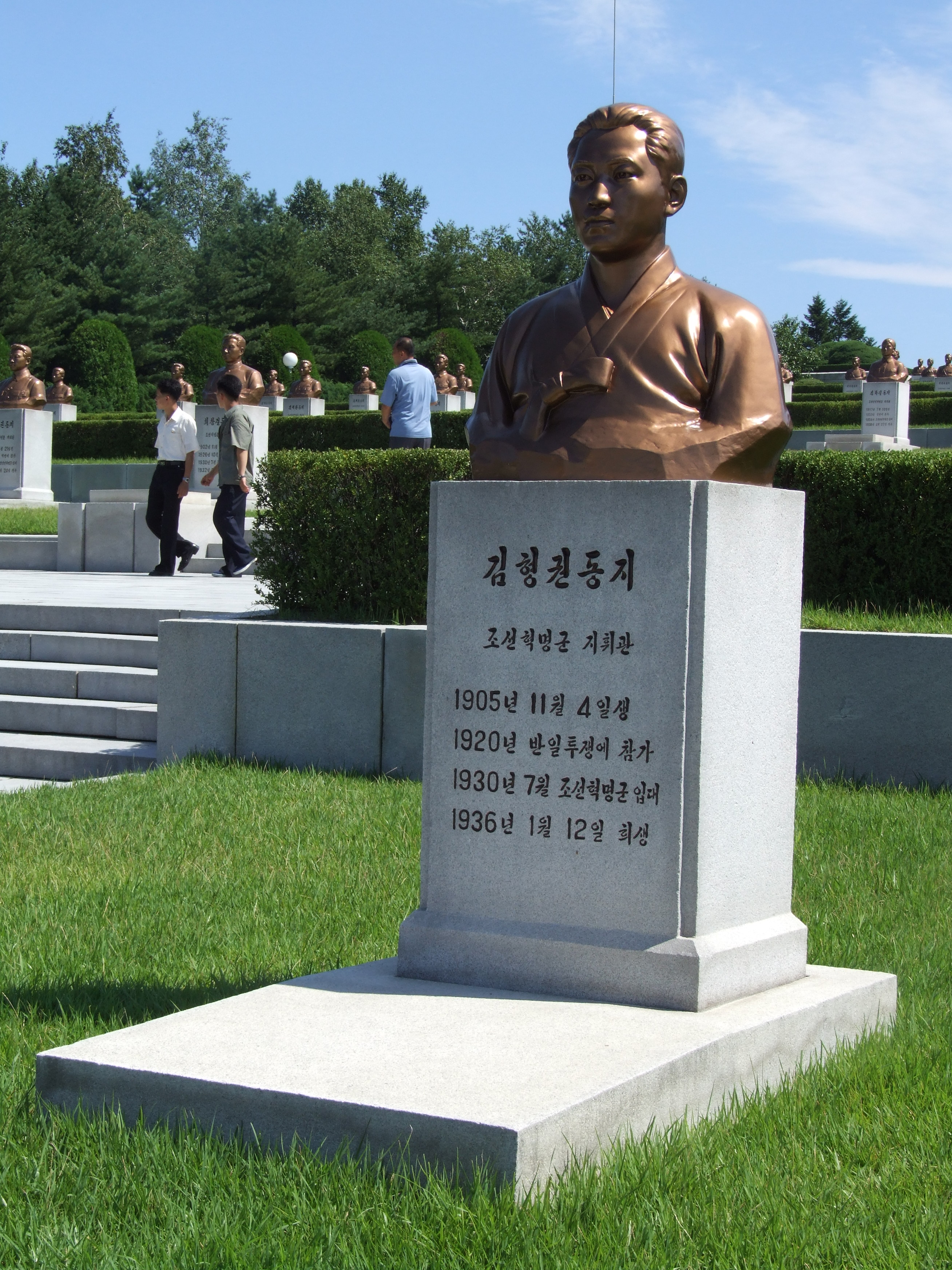

- 1930年8月14日、金亨權が武装部隊を率いて、警察駐在所を襲った事件を記念するために、1990年8月になって、両江道豊山郡が、金亨權郡に改称された。
- 同郡の新豊里も金亨權邑に改称された。

## 関連文献
- 『不屈の革命闘士キム・ヒョングォン同志』外国文出版社、1976年。NDLJP:12225501。